# Washington Crossing (Pennsylvanie)
Pour les articles homonymes, voir Washington et Washington Crossing.
Washington Crossing, est un petit village de l'Upper Makefield Township en Pennsylvanie. Connu sous le nom de « Taylorsville », il est connu pour la traversée de Washington de la rivière Delaware dans la nuit du 25 au 26 décembre 1776 durant la Guerre d'indépendance.

## Référence
- (en) Cet article est partiellement ou en totalité issu de l’article de Wikipédia en anglais intitulé « Washington Crossing, Pennsylvania » (voir la liste des auteurs).